# Юрьево (Опочецкий район)
Юрьево — деревня в Опочецком районе Псковской области. Входит в состав Глубоковской волости.
Расположена к северу от берегу озера Кудо, в 25 км к востоку от города Опочка и в 18 км к северу от волостного центра, деревни Глубокое.
Численность населения по состоянию на 2000 год составляла 11 человек.
До 2005 года деревня входила в состав ныне упразднённой Норкинской волости.